# Patrik Antonius
Patrik Antonius (* 13. Dezember 1980 in Helsinki) ist ein professioneller finnischer Pokerspieler und Model sowie ehemaliger Tennisspieler.
Antonius hat sich mit Poker bei Live-Turnieren mehr als 17 Millionen US-Dollar erspielt und ist damit der erfolgreichste finnische Pokerspieler. Er gewann 2005 das Main Event der European Poker Tour und wurde 2019 als einer der 50 besten Spieler der Pokergeschichte genannt.

## Pokerkarriere

### Werdegang
Antonius machte sich in der Pokerwelt erstmals 2005 einen Namen, als er beim Main Event der World Poker Tour zweimal den Finaltisch jeweils nur knapp verfehlte. Im September 2005 kam er bei seiner ersten Teilnahme an der European Poker Tour an den Finaltisch und belegte beim Main Event in Barcelona den dritten Platz für 117.000 Euro Preisgeld. Im darauf folgenden Monat gewann der Finne das Turnier in Baden und erhielt eine Siegprämie von knapp 290.000 Euro. Im Dezember 2005 belegte er beim WPT Five Diamond World Poker Classic im Hotel Bellagio den zweiten Platz und gewann ein Preisgeld von über einer Million US-Dollar. Bei der World Series of Poker 2006 im Rio All-Suite Hotel and Casino am Las Vegas Strip erreichte Antonius den Finaltisch beim 50.000 $ H.O.R.S.E. und belegte den neunten Rang für mehr als 200.000 US-Dollar.
Ende Januar 2012 wurde Antonius bei der A$250.000 Challenge der Aussie Millions Poker Championship in Melbourne Zweiter und erhielt 1,2 Millionen Australische Dollar. Im April 2012 belegte er beim EPT Super High Roller in Monte-Carlo den vierten Platz für 443.000 Euro. Ende Januar 2013 erreichte der Finne beim Main Event der Aussie Millions den Finaltisch und wurde Dritter für 600.000 Australische Dollar. Im Jahr darauf wurde er an gleicher Stelle Fünfter bei der A$100.000 Challenge für 700.000 Australische Dollar Mitte Februar 2018 gewann Antonius das Super High Roller der partypoker Millions Germany in Rozvadov mit einer Siegprämie von 425.000 Euro. Im März 2018 belegte er beim Super High Roller Bowl China in Macau hinter Justin Bonomo den zweiten Platz für umgerechnet mehr als 3 Millionen US-Dollar Preisgeld. Im Rahmen der 50. Austragung der World Series of Poker wurde der Finne im Juni 2019 als einer der 50 besten Spieler der Pokergeschichte genannt. Bei der Triton Poker Series im nordzyprischen Kyrenia gewann er im September 2022 das Auftaktevent und sicherte sich 825.000 US-Dollar. Im Mai 2023 belegte Antonius an gleicher Stelle beim Luxon Invitational, einem Einladungsturnier der Triton Series mit einem Buy-in von 210.000 US-Dollar, den mit 2,1 Millionen US-Dollar dotierten dritten Platz. Ergänzend gewann Antonius am 29. April 2024 in Monte Carlo das EPT Super High Roller Unlimited Event und konnte sich so ein Preisgeld in Höhe von 1.967.440 Euro sichern.
Antonius ist online auch als Heads-Up-Spezialist bekannt, der bis zur Abschaltung von Full Tilt Poker dort unter den Nicknames Patrik Antonius, FinddaGrind und CryMeRiver9 spielte und mit einem Profit von mehr als 11 Millionen US-Dollar aus Cash Games der nach Phil Ivey zweiterfolgreichste Spieler nach Gewinnen ist. Antonius spielt zudem unter dem Namen Fake Love888 bei PokerStars. Des Weiteren war er in den Staffeln drei bis sechs des TV-Formats High Stakes Poker zu sehen. Später stand Antonius bei iGame, einem Pokeranbieter ansässig auf Malta, unter Vertrag.
Antonius ist verheiratet und Vater zweier Töchter.

### Preisgeldübersicht
Mit erspielten Preisgeldern von über 19 Millionen US-Dollar ist Antonius der erfolgreichste finnische Pokerspieler.
| Jahr      | Preisgeld (in $) | Turniersiege |
| --------- | ---------------- | ------------ |
| 2003      | 3.480            | 0            |
| 2004      | 720              | 0            |
| 2005      | 1.696.483        | 2            |
| 2006      | 368.455          | 0            |
| 2007      | 614.301          | 1            |
| 2008      | 148.381          | 0            |
| 2009      | 29.207           | 2            |
| 2010      | 234.079          | 2            |
| 2011      | 289.764          | 0            |
| 2012      | 1.945.241        | 0            |
| 2013      | 810.889          | 0            |
| 2014      | 626.937          | 0            |
| 2015      | 20.853           | 0            |
| 2016      | 0                | 0            |
| 2017      | 10.389           | 0            |
| 2018      | 5.022.013        | 1            |
| 2019      | 192.072          | 1            |
| 2020–2021 | 0                | 0            |
| 2022      | 1.777.581        | 1            |
| 2023      | 3.415.497        | 0            |
| gesamt    | 17.206.342       | 10           |